# Rhinagrion reinhardi
Rhinagrion reinhardi là loài chuồn chuồn trong họ Megapodagrionidae. Loài này được Kalkman & Villanueva mô tả khoa học đầu tiên năm 2011.